# Аэрономия
Аэроно́мия (от греч. αέρος — «воздух» и νόμος — «закон») — раздел физики атмосферы, изучающий атмосферные процессы с точки зрения атомных и молекулярных взаимодействий и взаимодействия солнечного излучения с атомами и молекулами воздуха. Аэрономия как специальный раздел физики атмосферы возникла в 50-е годы XX века. Родоначальниками аэрономии были Д. Р. Бейтс и М. Николе занимавшиеся главным образом изучением верхней атмосферы. Быстрое развитие аэрономии связано с успехами ракетных и спутниковых исследований, позволивших непосредственно изучать физико-химические процессы верхней атмосферы. В отличие от наиболее плотных областей атмосферы, традиционно изучением которых занимается метеорология, к кругу задач аэрономии относят области атмосферы, находящиеся выше тропосферы, начиная с мезосферы и постепенно переходящие в околопланетное космическое пространство.

## Определение
Понятие аэрономии охватывает практически все важнейшие разделы физики верхней атмосферы. Сюда можно отнести вопросы изучения структуры, динамики и пространственно-временных вариаций нейтральной и ионной компонент, взаимодействия с разреженным газом атмосферы солнечного электромагнитного и корпускулярного излучений, процессы фотохимии, химической кинетики, тепло- и массообмена, процессы трансформации спектрального состава и энергии излучения, свечение атмосферы и полярные сияния. Непосредственно также изучаются такие проблемы как вопросы взаимодействия солнечной плазмы с атмосферой и/или магнитным полем планеты, включая электродинамические свойства околопланетного пространства. Моделирование, с использованием методов вычислительной математики, физико-химических процессов, определяющих структуру, энергетику и динамику верхней атмосферы, проведение численных экспериментов с целью выявления закономерностей в поведении атмосферных параметров, их количественного описания и прогнозирования состояния среды относятся к прикладной аэрономии как одному из разделов вычислительной физики.
Таким образом аэрономия рассматривается как одно из направлений в широком комплексе проблем, объединяемых чрезвычайно ёмким понятием солнечно-планетных связей, или космической физики, к которой, как частный случай, относится получившая наиболее интенсивное развитие за последние десятилетия солнечно-земная физика.